# Tommaso Maria Zigliara

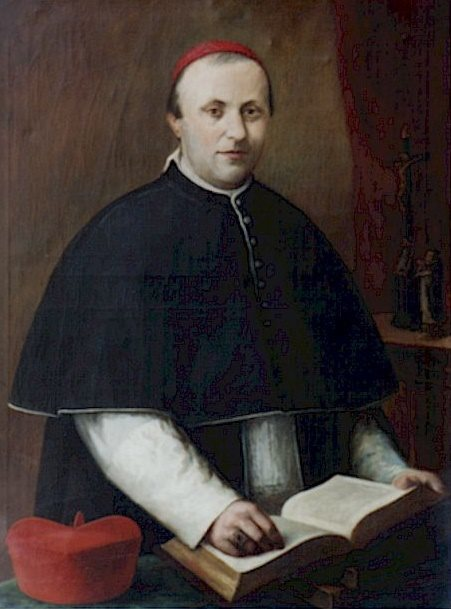
Tommaso Maria Cardinal Zigliara

Tommaso Maria Zigliara, OP (nome de batismo: Francesco; 29 de outubro de 1833 - 11 de maio de 1893) foi um sacerdote católico romano da Ordem Dominicana, teólogo, filósofo e cardeal do século XIX.

## Primeiros anos de vida e formação
Zigliara nasceu em Bonifacio, um porto da Córsega. Filho mais velho de François Zigliara, um marinheiro, e Maria Madeleine Costa. Foi batizado com o nome de François Toussaint. Os primeiros estudos clássicos foram feitos em sua cidade natal. Aos dezoito anos, foi recebido na Ordem dos Pregadores em Roma, fez a sua profissão religiosa em 1852 e estudou filosofia no Colégio de São Tomás, a futura Pontifícia Universidade São Tomás de Aquino. Completou seus estudos de teologia em Perúgia onde, em 17 de maio de 1856, foi ordenado pelo então Arcebispo de Perugia Gioacchino Pecci, o futuro Papa Leão XIII.

## Carreira
Logo após a ordenação, foi designado para ensinar filosofia, primeiro em Roma, depois em Corbara, na Córsega, e depois no seminário diocesano de Viterbo, enquanto mestre de noviços no convento vizinho de Gradi.
Quando seu trabalho em Viterbo terminou, ele foi chamado para Roma, novamente feito mestre de noviços. Zigliara ensinou no Collegium Divi Thomae, a futura Universidade Pontifícia de São Tomás de Aquino, de 1870 a 1879, tornando-se mestre em teologia sagrada e servindo como regente do colégio depois de 1873. Antes de assumir este último dever, foi elevado a dignidade de mestre na teologia sagrada. Quando sua comunidade foi forçada pelo governo italiano em 1873 a abandonar o convento de Minerva, Zigliara com outros professores e estudantes se refugiaram com os Padres do Espírito Santo, que tinham a responsabilidade do Colégio Francês em Roma. Aqui as palestras foram continuadas até que uma casa perto da Minerva estivesse segura. A fama de Zigliara era agora difundida em Roma e em outros lugares. Os bispos franceses, italianos, alemães, ingleses e americanos estavam ansiosos para colocar alguns de seus alunos mais promissores e jovens professores sob sua direção.
Entre o cardeal Pecci, o arcebispo de Perúgia e Zigliara existiu por muitos anos a amizade mais próxima, e quando o primeiro tornou-se papa como Leão XIII, em seu primeiro consistório (12 de maio de 1879) criou Zigliara cardeal. Zigliara foi primeiro numerado entre os cardeais-diáconos, com a diaconia de Ss. Cosma e Damiano. Diretor da Comissão Leonina para a edição das obras de São Tomás de Aquino, 1880. Protetor da Sociedade Bibliográfica, Roma, 4 de julho de 1885. Prefeito da Sagrada Congregação de Indulgências e Relíquias, 16 de dezembro de 1886. Prefeito da Sagrada Congregação de Estudos de 28 de outubro de 1887 até sua morte. Optou pela ordem dos cardeais-presbíteros e pelo título de S. Prassede, em 1º de junho de 1891. Protetor da Academia Teológica, Roma, em 12 de abril de 1892.
Em 16 de janeiro de 1893, foi nomeado bispo de Frascati, uma das sete sedes suburbicárias; mas, devido à doença o levou a morte, ele nunca recebeu a consagração episcopal.
Faleceu em Roma e foi exposto na Igreja de S. Maria sopra Minerva e sepultado na capela dos Frades Dominicanos, Cemitério Campo di Verano, Roma.
Como um dos principais estudiosos da filosofia e teologia tomistas, Zigliara teve um papel em compor as Encíclicas Papais importantes para o renascimento do tomismo e em resposta à crise modernista: "Zigliara também ajudou a preparar as grandes encíclicas Aeterni Patris e Rerum novarum e se opôs fortemente ao tradicionalismo e ontologismo em favor do realismo moderado de Aquino."

## Obras
Ele era membro de sete congregações romanas, além de ser prefeito da Congregação de Estudos e co-presidente da Pontifícia Academia de Santo Tomás de Aquino. Ele era um homem de profunda piedade e devoção, e um estudante incansável até o fim de sua vida. Além de seus muitos deveres como cardeal, ele foi encarregado da superintendência da edição leonina das obras de São Tomás, o primeiro volume do qual contém seu próprio comentário. Ele também encontrou tempo para publicar sua "Propedêutica Ad Sacram Theologiam" e para escrever um extenso trabalho sobre os sacramentos, dos quais apenas os tratados sobre o batismo e penitência receberam revisão final antes de sua morte. O mais importante, no entanto, das obras de Zigliara é a sua "Summa Philosophica", que goza de circulação mundial. Por muitos anos, foi o livro didático em seminários e faculdades da Europa, Canadá e Estados Unidos; e por volta da virada do século XX foi adotado como o livro didático para o exame filosófico na Universidade Nacional da Irlanda. Suas outras obras são:
- Osservazioni su alcune interpretazioni di GC Ubaghs sull'ideologia de San Tommaso d'Aquino (Viterbo, 1870).
- Della luce intellettuale e dell'ontologismo secondo la dottrina di S. Bonaventura e Tommaso d'Aquino (2 vols., Roma, 1874).
- De mente Concilii Viennensis in definiendo dogmate unionis animae humanae cum corpore (1878)
- Commentaria S. Thomae em Aristotelis libros Peri Hermeneias e Posteriorum analyticorum, em fol. vol. Eu novo editar. "Opp. S. Thomae": (Roma, 1882).
- Saggio sui principi del tradizionalismo.
- Dimittatur a spiegazione datane dalla S. Congregazione dell'Indice.

Por seu ensinamento e através de seus escritos, ele foi um dos principais instrumentos, sob Leão XIII, de reviver e propagar a filosofia tomista por toda a Igreja. Em sua própria ordem e em algumas universidades e seminários, os ensinamentos de São Tomás nunca haviam sido interrompidos, mas estava reservado a Zigliara dar um impulso especial ao movimento que tornou a filosofia e a teologia tomistas dominantes no mundo católico.

## Ligações Externas
- Obras de ou sobre Tommaso Maria Zigliara no Internet Archive
- Translated excerpt from Zigliara's Summa philosophica
- «Catholic Hierarchy» (em inglês)